# Antonio Guido Filipazzi
Antonio Guido Filipazzi (ur. 8 października 1963 w Melzo) – włoski duchowny rzymskokatolicki, doktor prawa kanonicznego, dyplomata watykański, arcybiskup, nuncjusz apostolski w Indonezji w latach 2011–2017, nuncjusz apostolski w Nigerii w latach 2017–2023, stały obserwator Stolicy Apostolskiej przy Wspólnocie Gospodarczej Państw Afryki Zachodniej w latach 2017–2023, nuncjusz apostolski w Polsce od 2023.

## Życiorys
Urodził się 8 października 1963 w Melzo. 14 marca 1987 został wyświęcony na diakona przez biskupa pomocniczego Genui-Bobbio Giacoma Barabina, a 10 października 1987 kardynał Giuseppe Siri, arcybiskup senior Genui-Bobbio, udzielił mu święceń prezbiteratu. Pierwotnie inkardynowany do archidiecezji Genui-Bobbio, 1 sierpnia 1989 został przeniesiony do diecezji Ventimiglia-San Remo. Uzyskał doktorat z prawa kanonicznego na Papieskim Uniwersytecie Świętego Krzyża. W 1992 ukończył Papieską Akademię Kościelną.
W 1992 rozpoczął pracę w służbie dyplomatycznej Stolicy Apostolskiej. Był asystentem nuncjatury na Sri Lance (1992–1993), sekretarzem nuncjatur na Sri Lance (1993–1995), w Austrii (1995–1998) i w Niemczech (1998–2001), radcą nuncjatury w Niemczech (2001–2003) i radcą w Sekretariacie Stanu (2003–2011). W 1995 otrzymał godność kapelana Jego Świątobliwości, a w 2008 prałata honorowego Jego Świątobliwości.
8 stycznia 2011 papież Benedykt XVI mianował go nuncjuszem apostolskim i arcybiskupem tytularnym Sutrium. Święcenia biskupie otrzymał 5 lutego 2011 w bazylice św. Piotra na Watykanie. Konsekrował go Benedykt XVI, któremu asystowali kardynał Angelo Sodano, emerytowany sekretarz stanu Stolicy Apostolskiej, i kardynał Tarcisio Bertone, sekretarz stanu Stolicy Apostolskiej. Jako zawołanie biskupie przyjął słowa „Nisi Dominus ædificaverit” (Jeżeli Pan domu nie zbuduje). 23 marca 2011 Benedykt XVI wyznaczył go na urząd nuncjusza apostolskiego w Indonezji.
26 kwietnia 2017 papież Franciszek przeniósł go na urząd nuncjusza apostolskiego w Nigerii, a 24 października 2017 ustanowił również stałym przedstawicielem przy Wspólnocie Gospodarczej Państw Afryki Zachodniej. W Nigerii rozwiązywał spór w diecezji Ahiary, gdzie duchowieństwo i laikat nie przyjęli biskupa Petera Okpalekego, pochodzącego z innego plemienia, a także wzywał miejscowy rząd do rozwiązania konfliktu na północy kraju między katolikami a muzułmanami.
8 sierpnia 2023 został mianowany przez Franciszka nuncjuszem apostolskim w Polsce, urząd objął 5 października 2023, a 26 października 2023 złożył listy uwierzytelniające.
Konsekrował 14 biskupów (1 z Indonezji, 12 z Nigerii i 1 z Polski), a także był współkonsekratorem podczas sakry 1 biskupa.
Oprócz języka włoskiego deklaruje znajomość języków: francuskiego, angielskiego i niemieckiego.